# Pan (software)

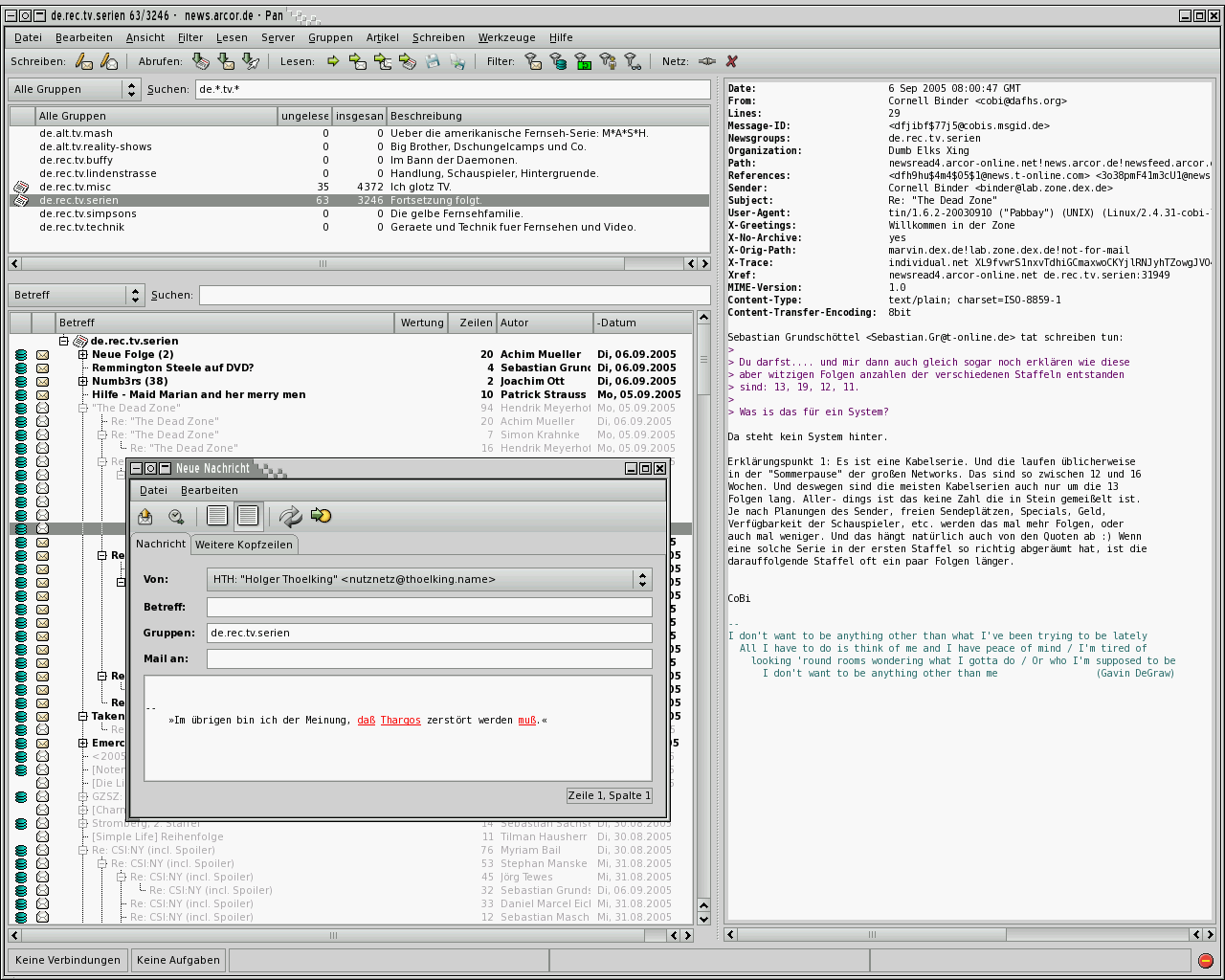
Pan mostrando el servidor de noticias gmane y la lista de usuarios de pan.

Pan es un lector de grupos de noticias de Usenet para el escritorio GNOME, desarrollado por Charles Kerr y otros. Sus funcionalidades incluyen lectura desconectada, servidores múltiples, conexiones múltiples, filtrado de encabezado de artículos rápido, y guardado masivo de adjuntos multiparte codificado en UUEncode, yEnc y base64. Las imágenes en formatos comunes se pueden ver en la misma pantalla principal. Pan es software libre y está disponible para Linux, FreeBSD, NetBSD, Mac OS X y Windows.
Pan es popular por su gran cantidad de funcionalidades y resultó aprobado en el conjunto de estándares de lectores de noticias Good Netkeeping Seal of Approval 2.0.